# Extensible Metadata Platform
L'Adobe Extensible Metadata Platform (XMP) è uno standard, creato da Adobe, per processare e archiviare informazione proprietaria in relazione al contenuto di un file.
XMP standardizza la definizione, la creazione e il processo di metadati estensibili.
Lo XMP serializzato può essere incorporato in un gran numero di ben noti formati di file, senza interrompere la loro leggibilità per applicazioni che ignorano XMP.

L'incorporazione di metadati evita molti problemi che si presentano quando i metadati sono memorizzati separatamente.
XMP è usato in formati popolari come PDF e JPEG, in fotografia e in applicazione di fotoritocco.
La definizione del formato XMP è standardizzato nella norma ISO 16684-1:2012.

## Software che lavorano con XMP
Esistono diversi strumenti per lavorare in lettura e scrittura con XMP tra cui: ACDSee, FotoWare 7.0, F-Spot, Microsoft Pro Photo Tools, Microsoft Windows Vista, XMP Manager, Zoner Photo Studio...